# Louise Chevalier (actrice)
Pour les articles homonymes, voir Louise Chevalier et Chevalier.
Louise Chevalier, née le 21 avril 1897 à Paris et morte le 22 juin 1986 dans la même ville, est une actrice française.

## Biographie
Fille du menuisier Georges Trochard et de Rose Vielletoile, Mélanie Louise Trochard naît le 21 avril 1897 dans le 18e arrondissement de Paris.
Le 6 avril 1926, elle se marie avec un surveillant de travaux Robert Chevalier dont elle gardera le nom d'épouse après leur divorce en 1933.
Louise Chevalier meurt le 22 juin 1986 au sein de l'Hôpital Lariboisière dans le 10e arrondissement de Paris, à l'âge de 89 ans.

## Filmographie

### Cinéma
- 1935 : Couturier de mon cœur de René Jayet et Raymond de Cesse
- 1955 : Si Paris nous était conté de Sacha Guitry
- 1955 : Cela s'appelle l'aurore de Luis Buñuel
- 1959 : Les Quatre Cents Coups de François Truffaut
- 1959 : La Verte Moisson de François Villiers
- 1960 : Pantalaskas de Paul Paviot
- 1960 : Vacances en enfer de Jean Kerchbron
- 1960 : Le Farceur de Philippe de Broca
- 1960 : Les Godelureaux de Claude Chabrol
- 1963 : L'Homme de Rio de Philippe de Broca - (La bonne)
- 1963 : Le Magot de Josefa de Claude Autant-Lara - (Une villageoise)
- 1963 : Une ravissante idiote de Édouard Molinaro - (La femme interrogée)
- 1964 : Les Pas perdus de Jacques Robin - (La secrétaire)
- 1964 : Un monsieur de compagnie de Philippe de Broca - (la concierge)
- 1964 : Le Jour d'après (Up from the beach) de Robert Parrish - (Marie)
- 1965 : L'Amant de cinq jours de Philippe de Broca
- 1965 : Mademoiselle de Tony Richardson
- 1966 : Comment voler un million de dollars (How to steal a million)  de William Wyler - (La femme de ménage)
- 1966 : À la belle étoile de Pierre Prévert - Téléfilm, diffusé en salles -
- 1966 : Nouveau journal d'une femme en blanc de Claude Autant-Lara
- 1967 : Les Grandes Vacances de Jean Girault
- 1967 : Le Plus Vieux Métier du monde de Claude Autant-Lara
- 1968 : La Femme infidèle de Claude Chabrol - (La femme de ménage)
- 1968 : L'Astragale de Guy Casaril
- 1969 : Que la bête meure de Claude Chabrol - (Mme Lavenes)
- 1970 : Peau d'âne de Jacques Demy - (La vieille fermière)
- 1970 : La Rupture de Claude Chabrol
- 1970 : La Petite Annonce de Serge Cousture - court métrage -
- 1971 : La Cavale de Michel Mitrani
- 1971 : La Maison sous les arbres de René Clément
- 1972 : Le Moine de Ado Kyrou
- 1972 : L'Œuf (de Félicien Marceau), film de Jean Herman
- 1973 : Salut l'artiste de Yves Robert - (La vieille costumière)
- 1974 : En grandes pompes d'André Teisseire
- 1974 : Le Voyage d'Amélie de Daniel Duval - (Amélie)
- 1974 : La Bonne Nouvelle d'André Weinfeld - (Louise)
- 1975 : Le Locataire de Roman Polanski
- 1976 : Le Gang de Jacques Deray
- 1976 : La Marge de Walerian Borowczyk - (Féline)
- 1976 : L'Ombre des châteaux de Daniel Duval - (La religieuse)
- 1977 : Ne pleure pas de Jacques Ertaud - (Mme Courtin)
- 1977 : Pourquoi pas ! de Coline Serreau - (La mère de Louis)
- 1977 : Un oursin dans la poche de Pascal Thomas - (La mère Lecogne)
- 1977 : Va voir maman, papa travaille de François Leterrier
- 1977 : Violette Nozière de Claude Chabrol
- 1979 : Alors... Heureux ? de Claude Barrois - (La fermière qui fait de l'herbe)
- 1979 : La Guerre des polices de Robin Davis
- 1979 : Le Manteau d'astrakan (Il cappotto di Astrakan) de Marco Vicario
- 1980 : Les Uns et les Autres de Claude Lelouch - (La bonne du père Antoine)
- 1981 : T'empêches tout le monde de dormir de Gérard Lauzier - (La vieille voisine)
- 1982 : Édith et Marcel de Claude Lelouch
- 1984 : Le Sang des autres de Claude Chabrol - (La concierge)
- 1984 : Les Ripoux de Claude Zidi - (La vieille dame)

### Télévision
- 1961 : En votre âme et conscience, épisode : L'Affaire Courtois de  Jean-Pierre Marchand
- 1966 : L'Écharpe téléfilm d'Abder Isker : Mme Durieux
- 1968 : Les Compagnons de Baal de Pierre Prévert : Une adoratrice
- 1968 : Les Enquêtes du commissaire Maigret de Michel Drach, épisode : L'Inspecteur Cadavre : la mère de Louis
- 1973 : La Ligne de démarcation - épisode 10 : Guillaume (série télévisée) : La fermière
- 1977 : Minichronique de René Goscinny et Jean-Marie Coldefy, épisode L'Itinéraire
- 1978 : Ciné-roman de Serge Moati
- 1979 : Les Quatre Cents Coups de Virginie de Bernard Queysanne
- 1980 : Docteur Teyran de Jean Chapot
- 1980 : Les Cinq Dernières Minutes Claude Loursais, épisode La boule perdue
- 1983 : L'Homme de la nuit de Juan Luis Buñuel : Léontine

## Théâtre
- 1958 : L'Anniversaire de John Whiting, mise en scène Pierre Valde,  Théâtre du Vieux-Colombier
- 1963 : La Séparation de Claude Simon, mise en scène Nicole Kessel,  Théâtre de Lutèce